# A magyar labdarúgó-válogatott 2016. november 15-i mérkőzése
A magyar labdarúgó-válogatott  volt a 2016-os év utolsó mérkőzése, mely egy barátságos találkozó Svédország ellen, 2016. november 15-én Budapesten, a Groupama Arénában. Ezen az összecsapáson búcsúzott hivatalosan a válogatott-tól Király Gábor és Juhász Roland, valamint Vanczák Vilmos és Hajnal Tamás is, igaz utóbbi kettő nem lépett pályára. Ez volt a magyar labdarúgó-válogatott 914. hivatalos mérkőzése és a két válogatott egymás elleni 45. összecsapása.

## Helyszín
A találkozót Budapesten rendezik, a Groupama Arénában.

## A mérkőzés
| 2016. november 15. 19:45 |

| Magyarország | 0 – 2   | Svédország                                    |
| ------------ | ------- | --------------------------------------------- |
|              | (0 – 1) | 29' Larsson 65' Thelin 19' Rohdén 87' Jansson |

| Groupama Aréna, Budapest Nézőszám: 17 000 Játékvezető: Paolo Valeri (olasz) |

| MAGYARORSZÁG: |    |                    |           |
|               |    |                    |           |
| KA            | 1  | Király Gábor       | 28'       |
| KV            | 23 | Juhász Roland      | 44'       |
| KV            | 16 | Pintér Ádám        |           |
| BV            | 4  | Kádár Tamás        |           |
| JV            | 5  | Fiola Attila       | 69'       |
| VKP           | 6  | Elek Ákos          |           |
| VKP           | 20 | Vida Máté          | szünetben |
| BKP           | 18 | Stieber Zoltán     |           |
| JKP           | 8  | Lovrencsics Gergő  | 78'       |
| CS            | 11 | Németh Krisztián   |           |
| CS            | 19 | Priskin Tamás      | 57'       |
| Cserék:       |    |                    |           |
| KA            | 12 | Dibusz Dénes       |           |
| KA            | 22 | Megyeri Balázs     | 28'       |
| V             | 3  | Hangya Szilveszter | 44'       |
| V             | 2  | Botka Endre        | 69'       |
| KP            | 21 | Berecz Zsombor     | szünetben |
| CS            | 14 | Nagy Dominik       | 78'       |
| CS            | 13 | Böde Dániel        | 57'       |
| Vezetőedző:   |    |                    |           |
| Bernd Storck  |    |                    |           |